# Praatboek
Een praatboek is van origine een trainingsprogramma voor de basisvaardigheden spreken en luisteren bij de begeleiding van kinderen met spraak- en taalproblemen of een verstandelijke beperking. Praatboeken zijn echter ook geschikt voor gebruik op de basisschool, als logopedische hulp, remedial teaching en voor anderstaligen.

## Levensboek voor ouderen
Tegenwoordig wordt de term "praatboek" ook wel gebruikt om een biografie aan te duiden van een oudere met dementie. Met behulp van een praatboek of "levensboek" wordt het langetermijngeheugen van een oudere gestimuleerd. De methode is bedacht in de ouderenzorg en komt erop neer dat een gezinslid, vriend, hulpverlener of vrijwilliger het gesprek aangaat met de dementerende aan de hand van attributen uit diens leven. Dit ophalen van herinneringen kan gebeuren aan de hand van een boek, bijvoorbeeld een fotoalbum, maar evengoed met behulp van een koffer met attributen. Stel: iemand is loodgieter geweest. Het levensboek, aan de hand waarvan gepraat kan worden, zou dan heel goed een waterpomptang, een stuk buis en foto's van ex-collega's kunnen bevatten. Een dergelijke "kofferbiografie" vormt evenzeer een "praatboek" als een biografie in boekvorm.